# Джеремі Ґейбл
Джеремі Джозеф Ґейбл (англ. Jeremy Joseph Gable) (нар. 10 травня 1982 р.) — американський драматург та ігровий дизайнер британського походження, що мешкає у Філадельфії.

## Раннє життя
Ґейбл народився в Лейкенгіті, Саффолк, Англія. Він виріс у Пост-Фоллсі, штат Айдахо, а потім після закінчення школи переїхав до Барстоу, Каліфорнія.

## Кар'єра
Під час свого перебування в Каліфорнії Ґейбл працював художнім керівником Hunger Artists Theatre Company з грудня 2006 року до квітня 2009 року, де він керував прем'єрами фільмів Сари Кейн «Психоз 4.48» та «Заморожені» Брайоні Лейвері в Оранжевому окрузі. Він також написав п'єси про «Летючих спагеті-монстрів»та «Американський шлях», прем'єра якого відбулася в Лос-Анджелеському театрі «Пустий театр» та «140: Перформанс у Twitter», перша документальна повнометражна повністю оригінальна п'єса у Твіттері. Він був названий «однією з найбільш справді новаторських театральних голів округу Оранж» за версією OC Weekly і названий «однією з найбільш плідних театральних голів ОО» за версією The Orange County Register.
Після переїзду до Філадельфії Ґейбл написав ще одну п'єсу в Twitter- «15-а лінія», а також сценічну п'єсу «D-Pad», яка стала фіналістом Національної конференції драматургів Театрального центру, а також «Вперед», яка була представлена на Національному конкурсі нових п'єс National Showcase of New Plays.
У 2018 році Ґейбл адаптував свою п'єсу «Гляньте, як я стрибаю» у відеоігру, яка стала доступною для ПК, Mac, iOS та Android. Гра була номінована на нагороду незалежного фестивалю ігор за досконалий сюжет.
Ґейбл є співзасновником феміністської перформанс-платформи Ninth Planet.

## Президентська кампанія 2020 року
У 2015 році Ґейбл подав документи, оголосивши себе незалежним кандидатом у президентській кампанії в 2020 році. Він зняв свою кандидатуру у 2017 році.

## Написані та опубліковані твори

### Сцена
| Рік      | Заголовок                                   | Примітки |
| -------- | ------------------------------------------- | --- |
| 1999 рік | Лавка                                       | Представлено на фестивалі драматургів у Громадському театрі Спокейна                                               |
| 2002 рік | Алґор Мортіс                                | Представлено на фестивалі молодих драматургів Blank Theatre Company                                                |
| 2004 рік | Американський шлях                          | Постановка театру «Бланк». Опубліковано Original Works Publishing                                                  |
| 2006 рік | Гігантська зелена ящірка! Мюзикл            | Продюсер театру Маверік .                                                                                          |
| 2006 рік | Свято «Летючих спагеті-монстрів»            | Постановка театральної компанії «Hunger Artists Theatre Company».                                                  |
| 2007 рік | Re: Войзек                                  | Постановка театральної компанії «Hunger Artists Theatre Company».                                                  |
| 2008 рік | Летючий спагеті-монстр: Святий кухоль Ґроґа | Постановка театральної компанії «Hunger Artists Theatre Company»                                                   |
| 2009 рік | 140: Виступ у Twitter                       | Прем'єра у Twitter.                                                                                                |
| 2010 рік | 15 -й рядок                                 | Прем'єра у Twitter.                                                                                                |
| 2011 рік | Революція і канапка                         | Виготовлено за проектом Shakedown.                                                                                 |
| 2012 рік | Зоряні війни: Нова музична надія            | Лібретто мюзиклу. Виробництво Stageworks Bootless.                                                                 |
| 2013 рік | Поганий монстр                              | Представлено у серії Studio X-hibition Theatre Exile.                                                              |
| 2014 рік | Дім мрії: Вистава в дощовий день            | Продюсер театру «П'єси та артисти» . Видано YouthPLAYS.                                                            |
| 2015 рік | Вулиця 901 Ніде                             | Продюсер: Sam Tower + Ensemble.                                                                                    |
| 2016 рік | Нікуди швидко                               | Виробники: Sam Tower + Ensemble та BRAT Productions.                                                               |
| 2017 рік | Подивіться, як я стрибаю                    | Представлено у серії Studio X-hibition Theatre Exile.                                                              |
| 2017 рік | Особливий ризик                             | Виробництво коледжу Бріна Мора .                                                                                   |
| 2017 рік | Ідіть вперед                                | Представлені на Great Plains театру конференції і Національний New Play Network Національна Вітрина нових ігор "s. |
| 2017 рік | Школа Героїв                                | Продюсер театру «Горизонт».                                                                                        |
| 2017 рік | Дивні орендарі                              | Продюсер: Sam Tower + Ensemble.                                                                                    |
| 2018 рік | The Idaho Shuffle                           | Продюсер театру Сімпатіко.                                                                                         |
| 2018 рік | Рідний світ                                 | Редактор історій. Виробництво компанії «Дев'ята планета».                                                          |
| 2020 рік | D-Pad                                       | Продюсовано Theatre Exile та представлено на Театральній конференції Великих рівнин.                               |

### Відеоігри
| Рік      | Заголовок                | Примітки                              |
| -------- | ------------------------ | ------------------------------------- |
| 2018 рік | Подивіться, як я стрибаю | Випущено для ПК, Mac, iOS та Android. |